# Список гидроэлектростанций Украины
Здесь указан список действующих, достраиваемых и находящихся в замороженном строительстве гидравлических электростанций Украины по отдельным таблицам: мощностью свыше 10 и до 10 МВт. Отдельно указаны гидроаккумулирующие электростанции.

## Гидроэлектростанции свыше 10 МВт
| Название ГЭС      | Установленная мощность МВт | Годовая выработка млн. кВт·ч | Год ввода последнего блока. | Собственник    | География                                                                       |
| ----------------- | -------------------------- | ---------------------------- | --------------------------- | -------------- | ------------------------------------------------------------------------------- |
| Днепровская       | 1 558,1                    | 4 008                        | 2008                        | Укргидроэнерго | Запорожье                                                                       |
| Днестровская-1    | 702,0                      | 865                          | 1983                        | Укргидроэнерго | р. Днестр, Новоднестровск, Черновицкая обл.                                     |
| Кременчугская     | 700,4                      | 1 516                        | 1960                        | Укргидроэнерго | Светловодск, Кировоград. обл.                                                   |
| Каневская         | 444,0                      | 972                          | 1975                        | Укргидроэнерго | Канев, Черкасская область                                                       |
| Киевская          | 408,5                      | 790                          | 1968                        | Укргидроэнерго | Вышгород                                                                        |
| Среднеднепровская | 352,0                      | 1 328                        | 2008                        | Укргидроэнерго | Каменское                                                                       |
| Каховская         | 351,0                      | 1 489                        | 1956                        | Укргидроэнерго | Новая Каховка, Херсон. обл.                                                     |
| Днестровская-2    | 40,8                       | ?                            | 2000                        | Укргидроэнерго | р. Днестр, Нагоряны (Могилёв-Подольский район), Винницкая область               |
| Теребля-Рика      | 27,0                       | 123                          | 1956                        |                | ок. с. Нижний Быстрый Хустский район Закарпатья                                 |
| Александровская   | 11,5                       | 30                           | 1999                        | Укргидроэнерго | р. Южный Буг, Александровка (Вознесенский район) (Южноукраинск), Николаев. обл. |
| Сумма             | 4 595,3                    | >11 111                      |                             |                |                                                                                 |

## Гидроаккумулирующие электростанции
| Название ГЭС  | Установленная мощность МВт Турбинная/Насосная | Годовая переработка млн. кВт·ч | Год ввода последнего блока. | Собственник    | География                                                                     |
| ------------- | --------------------------------------------- | ------------------------------ | --------------------------- | -------------- | ----------------------------------------------------------------------------- |
| Днестровская* | 972/1 248                                     |                                | 2015                        | Укргидроэнерго | Василевка, Днестровский район Чрв. обл. (меж Днестровской-1 и Днестровской-2) |
| Ташлыкская*   | 302/433                                       |                                | 2007                        | Укргидроэнерго | Южноукраинск, Николаев. обл. (балка Ташлык, приток Юж. Буга)                  |
| Каневская*    | 0/0                                           | 0                              | -                           | Укргидроэнерго | Канев, Черкасская область                                                     |
| Киевская      | 235,5/135                                     | 190                            | 1972                        | Укргидроэнерго | Новые Петровцы, Вышгородский район Кв. обл.                                   |
| Сумма         | 1507,5/1833                                   | >190                           |                             |                |                                                                               |

* Строительство

## Гидроэлектростанции менее 10 МВт
| Название ГЭС               | Установленная мощность МВт | Годовая выработка млн. кВт·ч | Год ввода последнего блока. | Собственник                | География                                                          |
| -------------------------- | -------------------------- | ---------------------------- | --------------------------- | -------------------------- | ------------------------------------------------------------------ |
| Ладыжинская                | 7,50                       | 28,00                        | 1964                        | Західенерго                | р. Южный Буг, г. Ладыжин Вн. обл.                                  |
| Глубочанская               | 6,13                       |                              |                             | ВОЭ                        | р. Южный Буг, ок. Тростянчик-Глубочанское, Гайсинский р-н Вн. обл. |
| Гайворонская               | 5,70                       | 22,0                         |                             | КОЭ                        | р. Южный Буг, г. Гайворон Крв. обл.                                |
| Касперовская               | 5,1                        | >13,00                       | 1963                        |                            | р. Серет, с. Касперовцы, Чортковский р-н Тр. обл.                  |
| Оскольская                 | 3,68                       | 15,00                        | 1958                        | ВД                         | р. Оскол, с. Оскол, Изюмский р-н Хар. обл.                         |
| Краснохуторская            | 3,30                       | 8,27                         |                             | КОЭ                        | р. Синюха, п. Синюха (Ольшанская поселковая община), Крв. обл.     |
| Первомайская               | 2,80                       |                              |                             |                            | р. Южный Буг, Первомайск Нк. обл.                                  |
| Оноковская                 | 2,65                       |                              |                             |                            | р. Уж, с. Оноковцы, Ужгородский р-н Зк. обл.                       |
| Терновская                 | 1,95                       |                              |                             | КОЭ                        | р. Синюха, с. Терновка, Голованевский р-н Крв. обл.                |
| Ужгородская                | 1,90                       |                              |                             |                            | р. Уж, г. Ужгород, Закарпатье                                      |
| Чернятская                 | 1,40                       |                              |                             | ВОЭ                        | р. Южный Буг, с. Чернятка, Гайсинский р-н Вн. обл.                 |
| Сутисская                  | 1,32                       |                              |                             | ВОЭ                        | р. Южный Буг, пос. Сутиски, Винницкий р-н Вн. обл.                 |
| Новоархангельская          | 1,30                       |                              |                             | КОЭ                        | р. Синюха, Новоархангельск Крв. обл.                               |
| Яблоницкая                 | 1,20                       |                              | 2009                        | «Новосвіт»                 | р. Белый Черемош, с. Яблоница (Верховинский район), ИФ обл.        |
| Сабаровская                | 1,20                       |                              |                             | ВОЭ                        | р. Южный Буг, г. Винница (Сабаров)                                 |
| Скородинцы                 | 0,90                       |                              | 1957                        |                            | р. Серет, с. Скородинцы, Чортковский р-н Тр. обл.                  |
| Савранская                 | 0,90 (0,45 — 1950)         |                              | 1950/2014                   | ООО «Компания Гидроэнерго» | р. Юж. Буг, пос. Саврань, Подольский р-н Од. обл.                  |
| Хренниковская              | 0,86                       |                              |                             |                            | р. Стыр, с. Хренники, Дубенский р-н, Ровненская область            |
| Константиновская           | 0,81                       | 3,2                          | 1955                        | Николаевоблэнерго          | р. Южный Буг, с. Богдановка, Николаевская область                  |
| Сандракская                | 0,64                       |                              |                             |                            | р. Южный Буг, Ш. Гребля, Хме́льникский р-н Вн. обл.                 |
| Билынская                  | 0,63                       | 2,5                          | 2006                        |                            | р. Ильмен, с. Билын, Раховский р-н Зк. обл.                        |
| Букская                    | 0,56                       |                              | 1928                        |                            | р. Горный Тикич, с. Буки, Уманский район Чрк. обл.                 |
| Дмитренковская             | 0,52                       |                              |                             | ВОЭ                        | р. Соб, с. Дмитренки (Гайсинский район), Вн. обл.                  |
| Юрпольская                 | 0,50                       |                              | 2015                        | ООО «Гидроресурс»          | р. Горный Тикич, с. Юрполь, Уманский р-н Чрк. обл.                 |
| Скалопольская              | 0,46                       |                              |                             | ВОЭ                        | р. Мурафа, с. Скалополь, Могилёв-Подольский р-н Вн. обл.           |
| Брацлавская                | 0,40                       |                              | 1928                        | ВОЭ                        | р. Южный Буг, пос. Брацлав, Тульчинский р-н Вн. обл.               |
| Звенигородская             | 0,32                       |                              |                             |                            | р. Гнилой Тикич, г. Звенигородка Чрк. обл.                         |
| Кривоколенская             | 0,32                       |                              |                             |                            | р. Горный Тикич, с. Крив. Колена, Звенигородский р-н Чрк. обл.     |
| Лоташовская                | 0,30                       |                              |                             |                            | р. Гнилой Тикич, с. Лоташово, Звенигородский р-н Чрк. обл.         |
| Седневская                 | 0,24                       | 0,80                         | 1955/1999                   | ЧОЭ                        | р. Снов, п. Седнев, Черниговский р-н Чрг. обл.                     |
| Лысянская                  | 0,20                       |                              | 2004                        |                            | р. Гнилой Тикич, пос. Лысянка, Звенигородский р-н Чрк. обл.        |
| Боднаровская               |                            |                              |                             |                            | р. Збруч, с. Боднаровка, Каменец-Подольский р-н Хм. обл.           |
| Великокужелевская          |                            |                              |                             |                            | р. Ушица, с. Вел. Кужелева, Каменец-Подольский р-н Хм. обл.        |
| Гальжбиевская              |                            |                              |                             |                            | р. Мурафа, с. Гальжбиевка, Могилёв-Подольский р-н Вн. обл.         |
| Гордашовская               | 0,8                        |                              |                             |                            | р. Горный Тикич, с. Гордашовка, Звенигородский р-н Чрк. обл.       |
| Пустоваровская             |                            |                              |                             |                            | р. Рось, с. Городище-Пустоваровское, Белоцерковский р-н Кв. обл.   |
| Коржовская                 |                            |                              |                             |                            | р. Случь, Старый Острополь — с. Коржовка, Хмельницкий р-н Хм. обл. |
| Коропецкая                 |                            |                              |                             |                            | р. Коропец, Тр. обл., Чортковский р-н, с. Велеснов                 |
| Корсунь-Шевченковская      |                            |                              |                             |                            | р. Рось, Корсунь-Шевченковский Чрк. обл.                           |
| Корсунь-Шевченковская Mini |                            |                              |                             |                            |                                                                    |
| Летичевская (Щедровская)   |                            |                              |                             |                            | р. Южный Буг, п.г.т. Летичев, Хмельницкий р-н Хм. обл.             |
| Меджибожская               |                            |                              |                             |                            | р. Южный Буг, Меджибож, Хмельницкий р-н Хм. обл.                   |
| Мигийская                  |                            |                              |                             |                            | р. Южный Буг, с. Мигия, Первомайский р-н Нк. обл.                  |
| Новоконстантиновская       |                            |                              |                             |                            | р. Южный Буг, Новоконстантинов, Хмельницкий р-н Хм. обл.           |
| Петрашовская               |                            |                              |                             |                            | р. Мурафа, с. Петрашовка, Могилёв-Подольский р-н Вн. обл.          |
| Бушанская                  |                            |                              |                             |                            | р. Мурафа, с. Слобода-Бушанская, Могилёв-Подольский р-н Вн. обл.   |
| Снятынская                 |                            |                              |                             |                            | р. Прут, г. Снятын, ИФ обл.                                        |
| Стеблевская                |                            |                              |                             |                            | р. Рось (самая мощная на Роси); Звенигородский р-н Чрк. обл.       |
| Яворовская                 |                            |                              |                             |                            | р. Стрый, с. Яворы, Самборский р-н Льв. обл.                       |
| Сумма                      | >55,82                     | >69,37                       |                             |                            |                                                                    |